# 大澤文夫
大澤 文夫（おおさわ ふみお、1922年12月10日 - 2019年3月4日）は、日本の物理学者（生物物理学）。理学博士（名古屋大学・1958年）。名古屋大学名誉教授、大阪大学名誉教授、日本学士院会員。勲等は勲二等。姓の「澤」は「沢」の旧字体のため、新字体で大沢 文夫（おおさわ ふみお）とも表記される。ラテン文字転写ではFumio Oosawaとも表記される。
名古屋帝国大学理学部助手、名古屋大学理学部教授、名古屋大学理学部分子生物学研究施設施設長、愛知工業大学教授などを歴任。

## 概要
1922年（大正11年）12月10日に大阪府で生まれた物理学者。日本の生物物理学の創設・開拓・牽引者として知られる。戦後、学問研究では異端とも思える状況の中で、物理学者の立場から生物の研究を開始した。海外の研究に依存しないで日本で独自の研究を展開し、世界的な研究をした。名古屋帝国大学、名古屋大学で教鞭を執るとともに、大阪大学にも併任され、後進の育成に努めた。名古屋大学退官後は愛知工業大学にて教鞭を執った。直接の弟子が数百人と多く、弟子以外にも多くの研究者に多大な影響を与えた。小谷正雄の直弟子。寺田寅彦の孫弟子。作家富士正晴の義弟。2019年（平成31年）3月4日没。

## 来歴

### 生い立ち
大阪府豊能郡池田町（現・池田市）に生まれる。小学校時代は、成績は良かったが勉強は嫌いだったという。当時の理科好きの子供は、ラジオ作りか昆虫採集に夢中になるのが一般的であったが、両方とも全く興味がなく理科も嫌いだった。旧制大阪府立豊中中学校（現・大阪府立豊中高等学校）へ進むが、四年時の15歳の時に名古屋に転居、旧制愛知県熱田中学校（現・愛知県立瑞陵高等学校）に転校する。翌年、第八高等学校（名古屋大学の前身）へ進学した。高校1年の時、英語教師の勧めでアンリ・ポアンカレの『科学の価値』（岩波文庫）を読み、感銘を受ける。
東京帝国大学理学部物理学科の入学試験の際、口頭試問で物理が好きな理由を尋ねられた。大沢は正直に「好きな理由は、全くありません」と答えるが合格を果たした。1942年の東京帝国大学入学と同時に、偶然見つけた理化学研究所に勤務する主人が営む下宿「理科の家」に寄宿した。下宿の先輩からすすめられたウィラード・ギブズの『統計力学』を大学1年生の時に読んだのが運命の分かれ道で、統計力学に傾倒する(全文英語を全部ノートに写し読む)。小谷正雄教授のゼミを受け、物理学に面白みを覚えるようになった。戦争による修業年限短縮措置に伴い、2年半の在籍で大学を卒業した。

### 研究者として
1944年に東京帝国大学理学部物理学科を卒業後は、名古屋帝国大学理学部の宮部直巳（寺田寅彦門下の地球物理学者）研究室の助手となる。名古屋地方気象台と共に同年12月7日に発生した東南海地震の調査を実施した後、コロイドや合成高分子の研究をする。1945年の名古屋大空襲以後は理学部全体で長野県の小諸町に疎開した。1946年、坂田昌一の主導で名古屋大学の物理学教室改革が始まり、講座制が廃止され「誰でも独立した研究室を持てる」研究室制が始まる。1950年、上司・宮部直巳が東京の国土地理院に移籍したのに伴い、英文論文を1つも発表していない、博士号も取得していない28歳の助教授ながら、独立した研究室の責任者となる。合成高分子の収縮の研究から、生体高分子の収縮・筋収縮の研究に興味をもつ。1954年、日本の物理学教室で初めて生体材料（ウサギの筋肉）を用いた研究、つまり、筋収縮を担うアクチンの研究を開始する。
1954年、朝倉昌とともに枯渇相互作用のモデル（朝倉-大沢理論とよばれる）を提唱し、溶液中に分散したコロイド粒子間にはたらく引力相互作用の存在を理論的に予言した。
1961年、F-アクチンがらせん状重合体であることを理論的に導き出し、1963年、ハンソン（Jean Hanson）が電子顕微鏡で2重らせんであることを確認した。アクチンの重合・脱重合の熱力学的研究をし、G-アクチンとF-アクチンは共存し平衡状態にあること、重合は核形成過程と伸長過程の2段階からなる理論提唱と実験的証明をする。
アクチンが生物運動の基本的要素と考え、1966年、研究室の助手・秦野節司（名古屋大学名誉教授）と共に真正粘菌からアクチンを単離し、動物の筋肉以外から世界で初めてアクチンの単離に成功した。細胞分裂（実体はアクチン）、細菌の運動（実体はフラジェリン）、繊毛虫や精子の繊毛・鞭毛運動（実体は微小管）も研究し、生物運動の分子機構の基本原理を探った。
助手の太和田勝久（九州大学名誉教授）と共にゾウリムシの遊泳行動も研究した。

## 人物
研究人材の育成に定評があり、朝倉昌、今井宣久、大井龍夫、秦野節司、能村堆子、葛西道生、藤目智、藤目杉江、郷通子、御橋廣眞、太和田勝久、宝谷紘一、石渡信一、柳田敏雄、白楽ロックビルなど、多数の生物物理学者及び関係者を育成している。この功績で、2009年、ネイチャーメンター賞を受賞した。人材育成の特徴は放任であり、「大沢牧場」と呼ばれた。当時、日本の筋収縮研究には御三家がいて、その研究スタイルから「殿村工場、大沢牧場、江橋精肉店」と呼ばれていた。殿村雄治は大阪大学でミオシン、江橋節郎は東京大学でトロポニンの研究では世界的に著名だった。

## 大沢の言葉
1. 「試料をよそからもらって研究したのではダメだ。自分たちで全部プレパレーションする」…物理学教室で筋肉タンパク質の研究を始めた時、自分で筋肉タンパク質を調製した
2. 「そもそも研究なんて、質問そのものを決めるのに2年くらいはかかるもの」…研究の「目的」を決めてから研究を始めるのではなく、面白いから研究をする
3. 「1機能・1分子」…生物の1つの機能にはそれを担う分子が1つある。機能を担う分子を探せば発見できる
4. 「生物は積木細工」…生物は要素を1つ1つ足して出来ている。全体の設計などの特別な仕組みはない
5. 「出身の違う若い学生たちが混ざっていろいろな実験をするのは非常によい」
6. 「自分自身のオリジナルな考え方によっておもしろい研究を自分で続ける」
7. 「仕事の早さで能力の評価に差をつけない。おもしろさが最大のポイント。おもしろさについての感度が大切」
8. 「若い学生、研究者達のオリジナルな考えや提案を大切にし、決してケチをつけない」

以上の言葉は以下の文献による。長いインタビューに基づく大澤の記録は次の文献に残されている。

## 略歴
- 1922年12月10日 大阪府池田に生まれる[1][3]。
- 1944年 東京帝国大学理学部物理学科卒業
- 1944年 名古屋帝国大学理学部の宮部直巳研究室（地球物理学者）助手
- 1950年 名古屋大学理学部 助教授
- 1959年 名古屋大学理学部 教授
- 1963年 名古屋大学理学部分子生物学研究施設長
- 1968年 大阪大学基礎工学部生物工学科 教授 併任
- 1986年 名古屋大学、大阪大学定年退官、両大学名誉教授
- 1987年 愛知工業大学 教授
- 1995年 愛知工業大学 客員教授
- 1995年 日本学士院会員[3]
- 2019年3月4日 96歳にて死去[2]。

## 賞歴
- 1963年 中日文化賞「筋収縮の生物物理学的研究」[9]
- 1975年 朝日賞[3]
- 1985年 藤原賞[3]
- 2009年 ネイチャーメンター賞[2]

## 栄典
- 1985年 紫綬褒章[3]
- 1993年 勲二等瑞宝章[3]

## 著書
- 『新講生物』三省堂 1969
- 『講座:生物物理 生物を物理に、そして再び生物に』(パリティブックス) 丸善 1998
- 『飄々楽学 新しい学問はこうして生まれつづける』白日社 2005
- 『大沢流手づくり統計力学』名古屋大学出版会 2011
- 『「生きものらしさ」をもとめて』藤原書店 2017

### 共著編
- 『生体高分子』今堀和友共編 朝倉書店 1965
- 『岩波講座現代物理学の基礎 9 生命の物理』寺本英共編 岩波書店 1972
- 『生物科学講座』全9巻 石浜明・森主一ほか共編 朝倉書店 1976-77
- 『膜の機能』大沢文夫 [等]著 共立出版 共立化学ライブラリー 1977
- 『生命科学の基礎 3 形態形成』大沢文夫 [等]著 日本生物物理学会編 東京大学出版会 1977
- 『個性の生物学 個体差はなぜ生じるか』鈴木良次他共著 講談社ブルーバックス 1978
- 『生命の精密機械 そのしなやかな仕掛けが見えてきた』編 (読売科学選書 読売新聞社 1987